# Letterfrack
Letterfrack (Iers-Gaelisch: Leitir Fraic) is een plaats in het Ierse graafschap Galway. Het dorp werd halverwege de 19e eeuw gesticht door James en Mary Ellis, een echtpaar uit Bradford in Engeland dat vanuit hun overtuiging als  Quakers de behoefte voelde om de oorzaken van de grote hongersnood op het platteland van Ierland te bestrijden.
Nabij het dorp bevindt zich het klooster Kylemore Abbey, een imposant gebouw dat door zijn ligging in een vrijwel leeg gebied extra opvalt.